# 垃圾焚烧

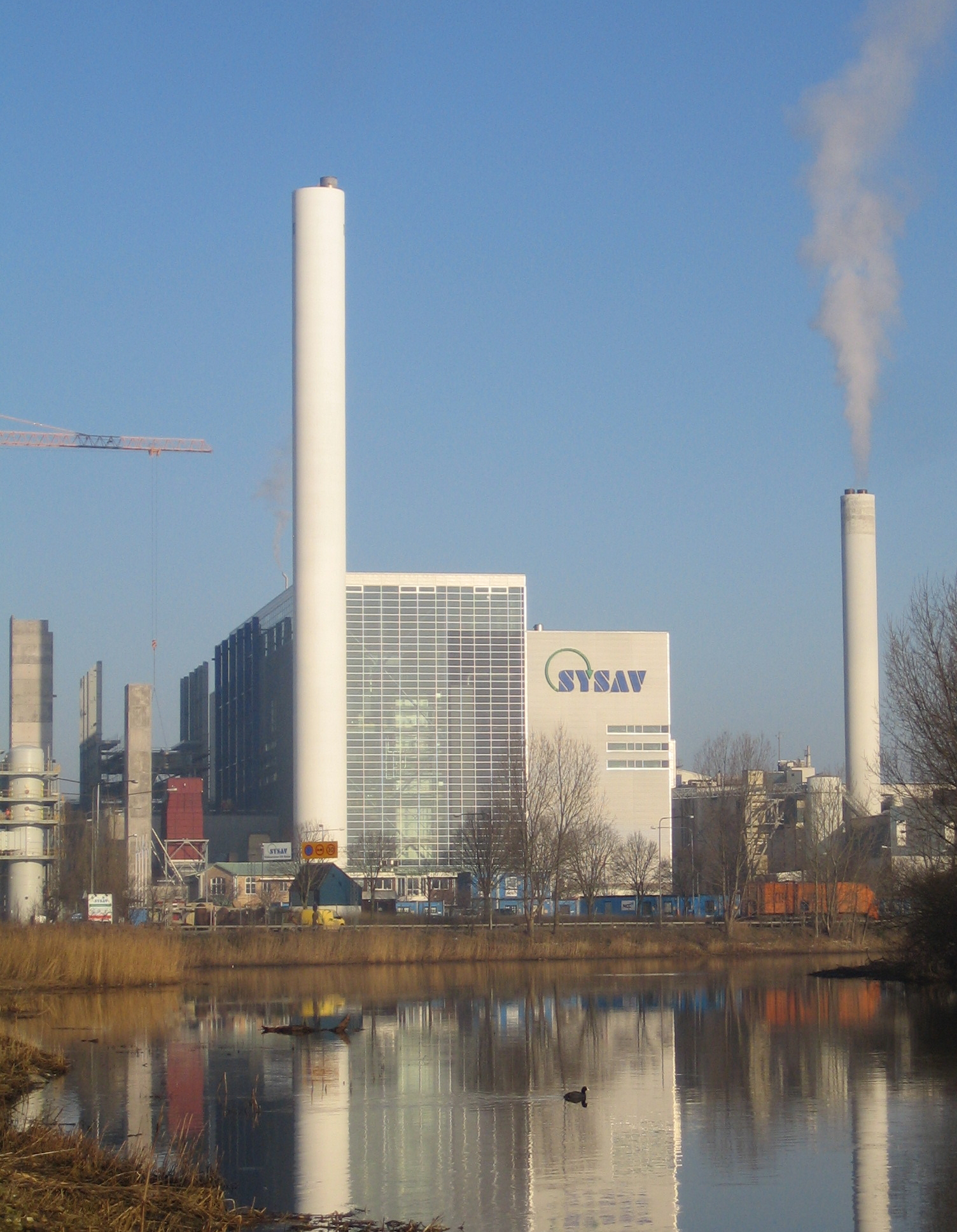
位於瑞典馬爾默的焚化爐.

垃圾焚烧，或称垃圾焚化，是一种废物处理的方法，過程中包含焚烧废物中有机物质，以缩减废物体积。焚烧與其他高温垃圾处理系统，皆被稱为“热处理”。焚化垃圾时会将垃圾转化为灰烬、废气和热力。灰烬大多由廢物中的無機物質組成，通常以固體和廢氣中的微粒等形式呈現。废气在排放到大气中之前，需要去除其中污染氣體和微粒。其餘残余物則用於堆填。在某些情況，焚化垃圾所產生的热能可用于发电、供暖。
焚化是其中一種将垃圾转换成能源的技術，其它如气化、熱裂解和厌氧消化。可是，不是所有焚化系統都配以产生能源和材料的設備。
虽然垃圾焚化有以上的优点，在一些国家仍有专家和地方团体对焚化炉对环境的影响有顾虑。
在一些国家，尤其是那些兴建焚化炉开始于几十年前，常常没有在焚烧前进行废物分類，以去除有害的、体积庞大的或可再生的原料。这些焚化炉由于沒有足夠的尾气净化和有效的焚烧流程控制，容易危害焚化炉职员的健康和周围的环境。通常，这类焚化炉是不发电的。
垃圾焚化会减少原来垃圾80-85%的质量和95-96%的体积（垃圾在垃圾车里已经过压缩），減少程度取决于可回收材料的成分和其回收的程度，如灰烬中有可回收的金属。这意味着，尽管焚化不能完全取代堆填，但它卻可以大大减少垃圾量。垃圾车一般在运送垃圾至焚化炉前，会以内置压缩机内压缩以减少垃圾的体积。或者，未经压缩运输的垃圾可以在填埋场进行压缩，减少体积近70%。很多国家常在堆填区作简单的垃圾压缩。
另外，垃圾焚烧在处理某些类型的垃圾，如医疗垃圾和一些有害废物时有很大的优势，因為焚燒過程的高溫能销毁垃圾中的病原体和毒素。
垃圾焚烧在國土面積小的国家特別常见，如日本等。丹麦和瑞典一直是一百多年來利用焚烧垃圾产生能量的先驅者，其焚化爐連接鄰近热电设施，以供应該區的供热系統。 2005年，丹麦的垃圾焚化供應了国内4.8%的电力以及13.7%的取暖消耗。欧洲其它一些国家尤其是荷兰、德国和法国极度依赖焚化来处理城市垃圾。

## 焚燒技術
- 层燃燃烧（机械炉排炉）（Grate Firing）
- 流化床（Fluidized Bed）
- 回转炉（Rotary Kiln Firing）

## 爭論

### 反對者的觀點
環保人士喚起的最受公眾關注的擔憂是焚燒城市固體垃圾會產生大量的戴奧辛和呋喃的排放。戴奧辛在焚燒爐內的生成來源是石油產品、含氯塑膠等。生活垃圾中含大量的氯化鈉（NaCl）、氯化鉀（KCl）等化學物質，而當這些垃圾中的有機物質在含有氯的環境下燃燒，就會產生戴奧辛。
戴奧辛和呋喃被許多人視為健康危害。老式的焚化爐，因沒有配備足夠的氣體淨化技術確實是戴奧辛排放的重要來源。然而，如今由於氣體排放控制設計的提高以及政府新的管制的加強，焚化爐的排放事實上已經沒有戴奧辛了。在2005年，針對當時全國的66座焚化爐，德國環境部估計“...在1990年德國有三分之一的戴奧辛排放來自垃圾焚化廠，到2000年，它們只占到全部戴奧辛排放的1%。其它煙囪和家庭燃氣合計向環境排放的戴奧辛是垃圾焚化廠的20倍。”據美國環保署，焚燒廠不再是戴奧辛和呋喃排放的重要來源。在1987年，在政府法例規定要求排放控制之前，總計有10000克（350盎司）的戴奧辛排放源自美國的垃圾焚燒爐。現在，全美87座焚燒爐僅僅年排放10克（0.35盎司）戴奧辛，減少達到了99.9%。家庭後院焚燒家居和園林垃圾，在一些農村地區仍然是被允許的，它們每年能產生580克（20盎司）的戴奧辛。美國環保署1997年的研究表明，一個家庭使用一個大桶焚燒垃圾的的排放比一個垃圾焚燒工廠每天處理200噸垃圾的排放更多。

## 发展趨勢
城市固体垃圾（MSW）焚烧（焚化）的历史是和垃圾填埋和其它垃圾处理方式的历史紧密联系在一起的。在判断垃圾焚烧的好处时不可避免的与其它垃圾处理方式做比较。自1970年代起，垃圾回收和其它垃圾处理手段的变化改变了对垃圾焚烧的优缺点的判断。自1990年代起，其它垃圾处理技术也逐渐成熟并可应用到实际中。

### 北美
美国第一个焚化炉于1885年建于纽约的总督岛（Governors Island）。到了1949年，Robert C. Ross在美国成立了第一间有害废物管理公司——Robert Ross Industrial Disposal。公司的成立源于他在俄亥俄州看到了市场对有害废物处理的需求。1958年，公司建成了全美第一座处理有害垃圾的焚烧炉。而美国第一座全面的，由政府运作的焚化设施是Arnold O. Chantland资源回收厂（Arnold O. Chantland Resource Recovery Plant），该厂于1975年建于艾奥瓦州的恩慈（Ames），并一直运作至今，和生产垃圾衍生燃料（refuse-derived fuel），然后将其送往当地的发电厂作为发电的燃料。美国第一个在商业取得成功的焚烧厂是于1975年10月建于马萨诸塞州索格斯（Saugus）的Wheelabrator Technologies，该厂也是一直运作到今天。
Robert Ross Industrial Disposal公司的有些环境或废物处理最后是将废物运送到焚化炉或水泥窑处理中心的。现在（2009年），主要经营焚烧垃圾三个业务：Clean Harbours, WTI-Heritage, and Ross Incineration Services。Clean Harbours购买了很多较小的独立运行的设施，渐渐在全美累计有5-7个焚烧炉。WTI-Heritage有一个位于俄亥俄州东南角的一个焚化炉。（横跨Ohio河的West Virginia西弗吉尼亚州）。
美国一些老一代的焚化炉已经关闭，其中186个MSW焚化炉关闭于90年代，到2007年只剩下89个，另外，在1988年仍有6200个医疗废物焚化炉，到2003年只剩下115个。在1996年至2007年，没有建造新的焚化炉，其主要原因主要有：
1.）经济因素：随着大型的低成本的地区性垃圾堆填区的增加，并且现今电力的价格相对较低，焚化炉无法在美国提供燃料（即垃圾）竞争。2.）税收政策：美国在1990年至2004年废除了对由废物发电的发电厂的税收抵免。
在美国和加拿大，对焚烧垃圾和其它垃圾转换为能源的技术又燃起了新的兴趣。2004年，垃圾焚烧在美国获得可再生能源生产的税收抵免资格。增加现有工厂容量的项目正在进行中，并且，市政再一次评估建设焚烧厂，而不是选择继续采用堆填区的方式处理城市垃圾。但是，许多这些项目继续面临着政治上的反对，尽管关于焚烧减少温室气体排放、加强空气污染控制和焚烧灰烬的循环使用等论据已得到了更新。

### 欧洲
在欧洲，随着禁止填埋未经处理的垃圾，许多焚化炉在过去十年间建了起来，还有更多正在建设中。近来，一些市政府开始着手承包建设和经营焚化炉。在欧洲，一些垃圾发电被视为“可更新能源（RES）”，如果是私人经营的话，还能因此享受到税收优惠。此外，欧洲一些焚化厂配有垃圾回收设备，他们允许重新利用在堆填区发现黑色金属或有色金属。一个突出的例子就是建于阿姆斯特丹的AEB Waste Fired Power Plant。

### 英国
由于其有大量堆填区可供使用，英国废物管理行业内的技术已经大大落后于欧洲其余国家。由欧盟订立的垃圾填埋法令（Landfill Directive），令英国政府实施了对垃圾管理的法例，其中包括垃圾填埋税和垃圾填埋补助交易计划（Landfill Allowance Trading Scheme）。该法例的目的是通过使用其它垃圾处理方式而减少因垃圾填满而产生的温室气体排放。英国政府的立场是，垃圾焚烧将逐渐在处理城市垃圾和能源供应中扮演更重要的角色。2008年，在英国，有接近100多处地方成为未来可建设垃圾焚烧场的地点。这些地点也已被英国的非政府组织标识在地图上。

## 小型焚化炉
小型焚烧炉的存在有其特殊的用途。例如，在发展中国家，小型焚化炉能销毁医疗垃圾。因当地的禽流感威胁很大，简易可移动的焚化炉在发展中国家被广泛使用。当疫情爆发時，小型焚化炉能快速安排到偏远地区，以处理受感染的动物，并能避免交叉污染的危险。